# Иткульский сельсовет
Иткульский сельсовет — сельское поселение в Чулымском районе Новосибирской области Российской Федерации.
Административный центр — село Новоиткульское.

## История
Статус и границы сельского поселения установлены Законом Новосибирской области от 2 июня 2004 года № 200-ОЗ «О статусе и границах муниципальных образований Новосибирской области»

## Население
| 2002  | 2010  | 2012  | 2013  | 2014  | 2015  | 2016  |
| ----- | ----- | ----- | ----- | ----- | ----- | ----- |
| 1574  | ↘1452 | ↘1433 | ↗1450 | ↘1427 | ↘1399 | ↘1357 |
| 2017  | 2018  | 2019  | 2020  | 2021  |       |       |
| ↘1340 | ↘1316 | ↘1301 | ↘1290 | ↘1266 |       |       |

## Состав сельского поселения
| № | Населённый пункт | Тип населённого пункта       | Население |
| - | ---------------- | ---------------------------- | --------- |
| 1 | Волковский       | посёлок                      | ↘13       |
| 2 | Залесный         | посёлок                      | ↗150      |
| 3 | Иткуль           | село                         | ↘431      |
| 4 | Новоиткульское   | село, административный центр | ↘640      |
| 5 | Филимоновский    | посёлок                      | ↘118      |
| 6 | Шерстобитово     | посёлок                      | ↘100      |

Казарма 3208 км — упразднённый в 2009 году населённый пункт